# Чулпан (Буздякский район)
Чулпан (баш. Сулпан) — деревня в Буздякском районе Республики Башкортостан Российской Федерации. Входит в состав Уртакульского сельсовета.
С 2005 современный статус.

## География

### Географическое положение
Расстояние до:
- районного центра (Буздяк): 2 км,
- центра сельсовета (Уртакуль): 2 км,
- ближайшей ж/д станции (Буздяк): 2 км.

## История
Статус деревня, сельского населённого пункта, посёлок получил согласно Закону Республики Башкортостан от 20 июля 2005 года N 211-з «О внесении изменений в административно-территориальное устройство Республики Башкортостан в связи с образованием, объединением, упразднением и изменением статуса населенных пунктов, переносом административных центров», ст.1:

6. Изменить статус следующих населенных пунктов, установив тип поселения - деревня:
1) в Буздякском  районе:…
 б) поселка Чулпан Уртакульского сельсовета

## Население
| 2002 | 2009 | 2010 |
| ---- | ---- | ---- |
| 72   | ↗90  | ↘76  |